# Hong Kong Movie DataBase
O Hong Kong Movie DataBase (HKMDB) é um site chinês bilíngue (Inglês e Chinês) que foi criado em 1995 por Ryan Law, para fornecer um repositório de informações sobre filmes originários de Hong Kong e as pessoas que os criaram.
Inicialmente, o banco de dados foi preenchido com dados de mais de 6.000 filmes e resenhas da extinta base de dados hospedada em egret0.stanford.edu. Nos anos seguintes, expandiu-se para conter informações sobre mais de 19.700 filmes e 82.100 pessoas, e incluir muitos filmes de Taiwan e da China continental.
O banco de dados pode ser pesquisado por título do filme ou pelo nome da pessoa.

## Os dados
O HKMDB contém créditos para membros do elenco e da equipe de filmagem, galerias de imagens e retratos, além de comentários e resenhas de usuários. Informações adicionais sobre filmes individuais, como empresa de produção, data de lançamento, bilheteria bruta e idiomas falados são incluídos, quando conhecidos. Informações sobre membros do elenco e da equipe podem incluir gênero, datas de nascimento e breves biografias.
Existem mais de 14.700 comentários e resenhas no site e mais de 297.600 imagens. As imagens podem ser associadas a um filme e a uma ou mais pessoas e servem em grande parte como ajuda para identificar os membros do elenco.
As resenhas podem ser enviadas por qualquer membro registrado, mas as informações sobre o elenco e a equipe só podem ser inseridas por um editor autorizado. O banco de dados tem um fórum, no qual propostas de adições ou modificações podem ser levantadas por qualquer membro para consideração da equipe editorial.
Já que os créditos na tela em muitos filmes antigos de Hong Kong são frequentemente escassos e freqüentemente contêm erros, e os membros do elenco / equipe geralmente trabalham (e às vezes ainda trabalham) sob nomes diferentes, com uma variedade de grafias diferentes, pode levar algum detetive trabalhar para estabelecer créditos precisos para um filme em particular. Restringir a adição de dados a uma equipe editorial especializada em cinema de Hong Kong significa que o banco de dados normalmente contém informações mais precisas com relação aos filmes e às pessoas que abrange, em comparação com o Internet Movie Database.

## Filiação
Inicialmente, o banco de dados estava totalmente aberto ao público em geral, mas em 2004, o sistema foi modificado para que apenas os membros registrados pudessem ver as informações. A associação era gratuita, mas exigia o compromisso de contribuir para o site de alguma forma (por exemplo, enviar comentários e resenhas). Essa decisão criou polêmica entre a comunidade da Internet, mas levou a uma expansão da equipe editorial e a um grande aumento na quantidade e qualidade dos dados.
Em 2006, o acesso ao banco de dados foi alterado novamente para permitir acesso quase total a todas as áreas do banco de dados. Postar no fórum e enviar comentários ainda requer registro.